# Moord op Elsie Paroubek
De moord op Elsie Paroubek is een misdrijf dat zich in 1911 afspeelde in de Amerikaanse stad Chicago.
De vijfjarige Elsie Paroubek verdween op 8 april 1911 spoorloos op de route van haar huis naar dat van haar tante in Chicago. De vermissing hield de stad wekenlang in haar greep. Haar levenloze lichaam werd een maand later gevonden in een afwateringskanaal in de stad. Ze bleek om het leven te zijn gekomen door verstikking of wurging. Er is nooit iemand veroordeeld voor de moord.

## Gebeurtenissen
Eliška "Elsie" Paroubek (geboren in 1906) was het zevende kind, en de een na jongste, in een Tsjechisch-Amerikaans gezin. Ze liep in de ochtend van 8 april 1911 het ouderlijk huis in Chicago uit om naar haar tante een blok verderop te gaan. Op haar route kwam ze haar negenjarige nichtje Josie tegen en enkele andere kinderen die luisterden naar een orgelman. De kinderen volgden de orgelman, maar haakten uiteindelijk af - Elsie bleef achter. Toen haar moeder aan het einde van de dag niets van haar dochter had gehoord, bleek dat het meisje nooit op haar bestemming was aangekomen. Er werd aanvankelijk gedacht dat ze de volgende dag wel zou opduiken - en dat ze bij vriendinnetjes was blijven slapen, maar toen dat niet zo was werd een grote zoekactie opgezet.
De vermissing van Elsie hield niet alleen Chicago in de greep: de staten Illinois, Wisconsin en Minnesota zochten wekenlang naar het meisje. Haar lichaam werd, een maand nadat ze verdween, op 9 mei 1911 gevonden in een afwateringskanaal in Chicago. Ze bleek met geweld om het leven te zijn gebracht, door ofwel verstikking of wurging. De exacte doodsoorzaak was niet meer met zekerheid vast te stellen. Elsie werd op 12 mei 1911 onder massale belangstelling begraven: er waren duizenden mensen op af gekomen.

## Opsporingsonderzoek en verdachten
Direct na haar verdwijning werd gesuggereerd dat ze zou zijn meegenomen door zigeuners. Een buurjongen had namelijk vlakbij een woonwagen gezien waarbij twee vrouwen een meisje tegen haar zin vasthielden. Het verhaal werd serieus genomen, aangezien Elsies vermissing leek op die van een ander meisje dat vier jaar eerder door Irish Travellers korte tijd was ontvoerd. Maar ondanks vele doorzoekingen op woonwagenkampen werd de kleuter niet gevonden. De politie begon steeds meer te denken dat ze wellicht door een ongeval om het leven was gekomen, en vond dat er meer in het water moest worden gezocht. In de tussentijd kreeg haar vader dreigbrieven waarin werd beweerd dat Elsie verborgen werd gehouden, omdat haar ouders niet goed voor haar zouden zorgen. Toen duidelijk werd dat ze was vermoord, ging de zoektocht verder. Er gingen onder meer verhalen dat ze met een man was gezien.
Wie daadwerkelijk voor haar dood verantwoordelijk was, is nooit bekend geworden. Er is niemand voor veroordeeld.